# Alexander von Krobatin
Alexander von Krobatin báró (Alexander Freiherr Krobatin von Polnisch Maralek) (Olmütz, Morvaország, 1849. szeptember 12. – Bécs, 1933. december 27.) osztrák tüzértiszt, császári és királyi tábornok, 1912–17-ig az Osztrák–Magyar Monarchia hadügyminisztere, 1916-tól báró, 1917-től tábornagy, első világháborús seregcsoport-parancsnok.

## Élete

### Származása
Alexander Krobatin a morvaországi Olmützben (ma Olomouc, Csehország) született 1849. szeptember 2-án. Édesapja közkatonából évtizedes szolgálat után fényes kitüntetésekkel őrnagyi rangig emelkedett, nyugalomba vonulása alkalmából címzetes alezredesi rangot kapott (Titular-Oberstleutnant). Megkapta a Lipót-rend lovagkeresztjét, majd 1881. április 24-én Bécsben osztrák nemesi rangra emelték (Adelsdiplom). Fiai is a katonai pályára léptek.
1881. június 10-én apjuk után fiai, Friedrich Krobatin főhadnagy és Alexander Krobatin százados, valamint leányai, Maria és Johanna Krobatin is jogot kaptak a lovagi (Ritter) cím használatára.

### Tanulmányai, pályakezdése
Alexander Krobatin 1861–65 között kijárta a hadapródiskolát, majd 1865–69 között a tüzérségi akadémiát (Artillerieakademie) a morvaországi Mährisch Weißkirchenben (ma: Hranice na Moravě, Csehország). Ennek elvégzése után, 1869. szeptember 1-jén hadnagyi rangban a 3. erődtüzér-zászlóaljhoz (Festungs-Artillerie-Bataillon) osztották be, itt szolgált 1877-ig, közben elvégezte a felsőbb tüzérségi szaktanfolyamokat és a tüzérségi lőiskolát (Artillerieschießschule). 1871–76 között a Bécsi Műszaki Egyetemen műszaki kémiai tanulmányokat folytatott. 1873. október 29-én főhadnaggyá léptették elő. 1877–85 között elvégezte a Katonai Műszaki Akadémiát (MilAk), ennek során 1879. május 1-jén másodosztályú, majd 1882. november 1-jén elsőosztályú századossá léptették elő. Szolgálati lapja szerint német anyanyelve mellett jól tudott franciául, és a katonai szolgálat ellátásához szükséges mértékben magyarul és románul is.

### Katonatiszti pályafutása
1885-től 1890-ig tüzértisztként szolgált különféle beosztásokban. 1889. május 1-jén őrnaggyá léptették elő. 1890-ben kinevezték a tüzérségi hadapródiskola (Kadetenschule) parancsnokává, e minőségében 1892. május 1-jén alezredesi rangot kapott. 1895. május 1-jén ezredessé léptették elő, és kinevezték az 1. hadtest tüzérosztályának (KpsArtReg. 1) parancsnokának. 1896-ban áthelyezték a császári és királyi Hadügyminisztériumba (Reichskriegministerium), itt a 7. részleg vezetője lett.
1900. november 1-jén vezérőrnaggyá léptették elő, 1914-től a Hadügyminisztérium szekciófőnöke (azaz osztályvezetője) lett. 1905. május 1-jén altábornagyi, 1910. november 1-jén táborszernagyi (Feldzeugmeister) rangot kapott. 1912-ben kinevezték az Osztrák–Magyar Monarchia hadügyminiszterévé.

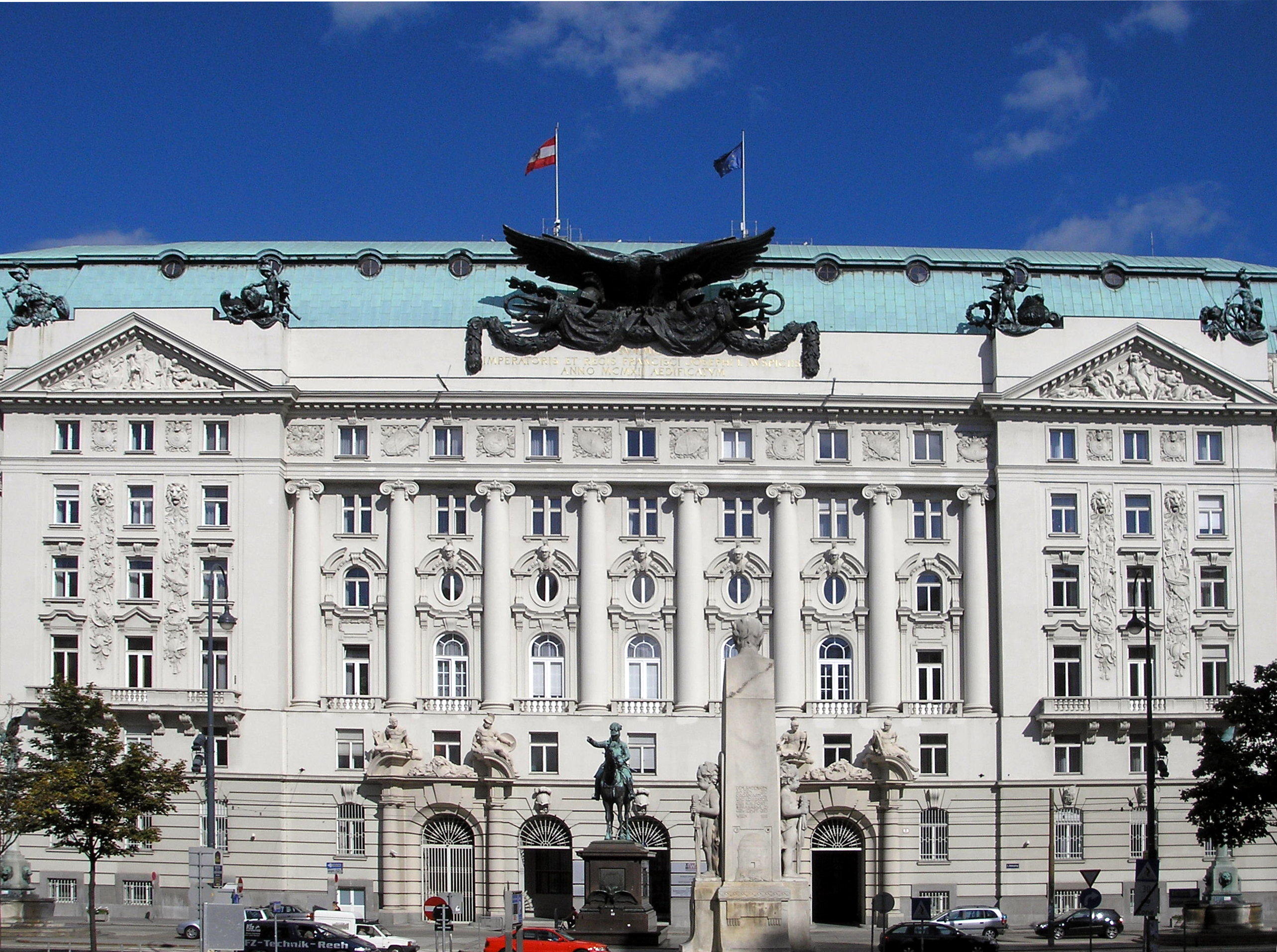
A volt Birodalmi Hadügyminisztérium épülete Bécsben, a Stubenringen

### Hadügyminisztersége
Hadügyminiszterként ő viselte a fő felelősséget a háborúra készülő Monarchia haderejének felszereléséért, a haditermelés szervezéséért és a hadsereg mozgósításáért. A háborús párthoz tartozott, Berthold külügyminiszterrel és
Conrad vezérkari főnökkel értett egyet, akik a Szerbia elleni preventív háború tervét támogatták. 1914-ben, a Habsburg–Lotaringiai Ferenc Ferdinánd osztrák–magyar trónörökös szarajevói meggyilkolását követő júliusi válság idején is az azonnali hadüzenet mellett állt ki, és a későbbi események során is mindig kiállt Conrad agresszív tervei mellett. 1914. július 30-án ő rendelte el a részleges mozgósítást Szerbia ellen.

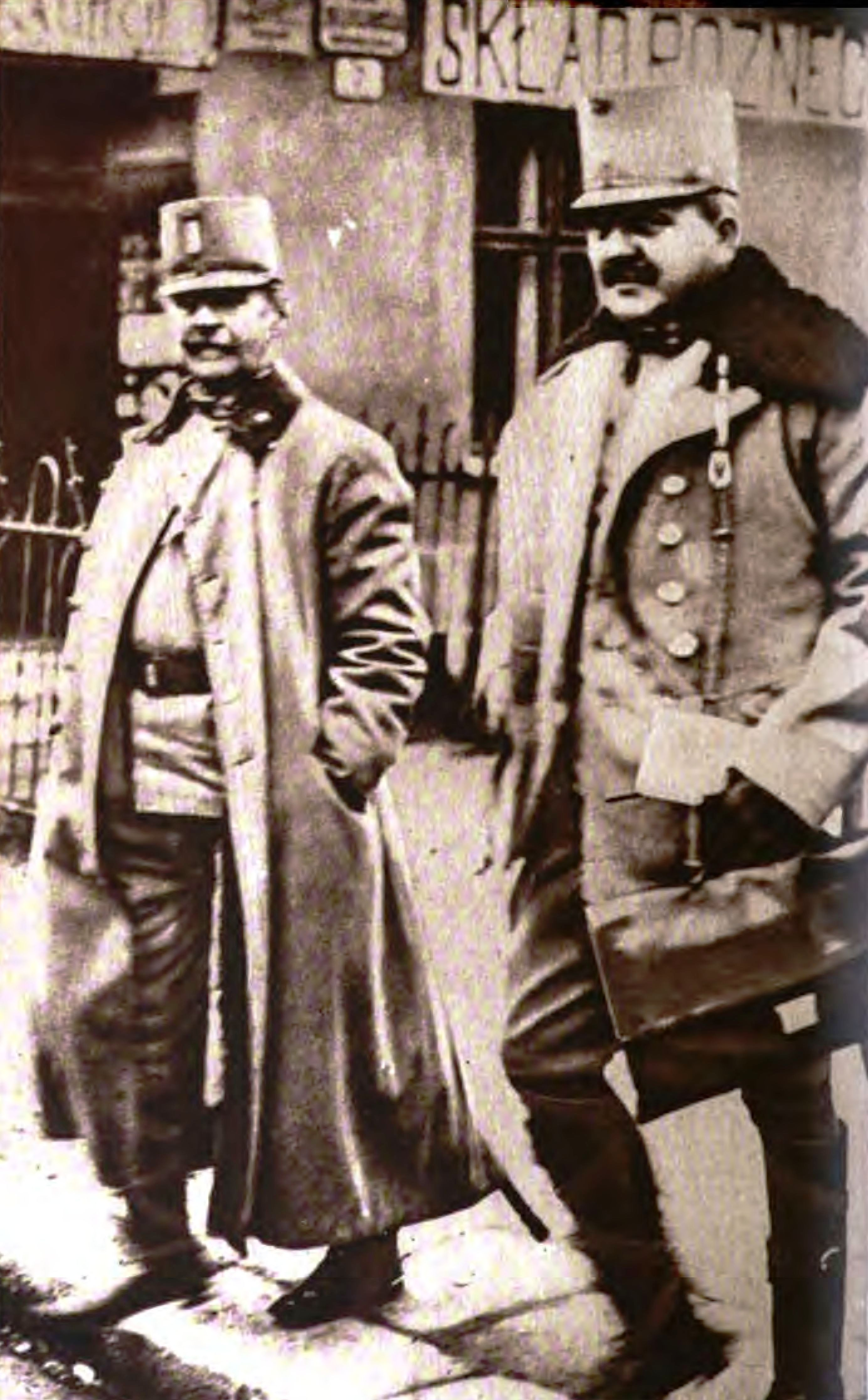
Alexander von Krobatin (balra) 1915-ben.

A háború éveiben Krobatin minisztériuma rendkívüli erőfeszítéseket tett, hogy a Monarchia gazdálkodását átállítsa a haditermelésre, növelje az ipar és a mezőgazdaság termelését, ezzel folyamatosan biztosítva a hadsereg ellátását. Az első két évben kevés gyakorlati sikert ért el, bár a hadosztályszintű tüzérség erejét sikerült a háború előtti szint háromszorosára emelni.
A háború első két évében a semleges Románia – az antant heves tiltakozása ellenére – nagy mennyiségű gabonát és nyersolajat szállított a központi hatalmaknak. A közös Minisztertanács 1915. december 12-i ülésén elhangzott, hogy a Monarchia ellátására havonta 700 uszályrakomány román gabona behozatala szükséges. 1915 végén létrejött a dunai hajózás katonai vezetését ellátó szervezet, a Központi Szállításvezetőség hajózási csoportja (Zentraltransportleitung Schiffahrtsgruppe), amelynek feladata a Monarchia számára létfontosságú importszállítmányok biztosítása volt. A folyami kereskedelmi hajózást 1916. január 7-én a közös Hadügyminisztérium alá rendelték. Krobatin elrendelte, hogy az al-dunai hajózás télen sem állhat le, és naponta legalább 12 megrakott uszályt kell felhozni a Vaskapu-szoroson keresztül. Ennek biztosítására hajóállomás-parancsnokságokat is felállítottak a Duna német–osztrák–magyar ellenőrzés alatt álló teljes szakaszán, Regensburgtól Oltenițáig (a román-bolgár határig) .
Alexander Ritter von Krobatin hadügyminisztert 1916. február 29-én vezérezredessé léptették elő. A legelső tábornokok között volt, akik megkapták ezt az újonnan kreált rangot. Az uralkodó 1916. december 15-én osztrák bárói rangra emelte, teljes neve ezután Alexander Freiherr Krobatin von Polnisch Maralek lett.
1916. augusztus 27-én Románia hadat üzent a központi hatalmaknak, és leállította gabonaszállításait az Osztrák–Magyar Monarchia felé. A Monarchia rá volt utalva erre az importra, a „csap” elzárásával az antant joggal számíthatott arra, hogy Németország és Ausztria–Magyarország hamarosan kifogy készleteiből és feladni kényszerül a háborút.
Mivel a gabonaimport kiesése közvetlenül sújtotta a hadsereg ellátását, a közös minisztertanács 1916. szeptember 9-i ülésén Krobatin javaslatot nyújtott be, amelyben korlátlan jogokat adott volna a hadseregnek az élelmiszer-beszerzésben (rekvizícióban) és büntetésekkel sújtotta volna az árufelhalmozókat. Josef Stürgkh tábornok, a Monarchia hadseregének képviselője a német császári főhadiszálláson (az 1916. október 21-én meggyilkolt Karl von Stürgkh osztrák miniszterelnök bátyja), és Tisza István magyar miniszterelnök egyöntetűen diktatórikus törekvésnek minősítették és elutasították a javaslatot, de Krobatin nem engedett követeléséből. A minisztertanács következő ülésén, 1916. október 16-án a kormánytagok azt követelték Krobatintól, hogy csökkentse a hadsereg gabonaigényét 8,4 millió mázsára. A hadügyminiszter kimutatta, hogy a napi 462 gramm lisztfejadag biztosításához legalább 11 millió mázsa gabona szükséges. A hárommillió mázsányi hiányt katasztrofálisnak minősítette, és követelte a miniszterektől, hogy találjanak alternatív gabonaforrásokat. Ennek hiányában a háborús erőfeszítés teljesen le fog fulladni.
A hadsereg ellátásáról folyó vita azonban meggyengítette Krobatin helyzetét a kormányban. 1917 márciusában, amikor Károly császár elmozdította Krobatin legfőbb támogatóját, Conrad vezérkari főnököt, Krobatin helyzete is megingott. 1917. április 12-én lemondatták a hadügyminiszterségről, helyére Rudolf Stöger-Steiner von Steinstätten gyalogsági tábornokot nevezték ki.
Bár 1917–18 folyamán a központi hatalmak által megszállt Szerbia több gabonát termelt a Monarchia számára, mint a szintén megszállt Románia, amely csak nehezen heverte ki a háborús károkat, ez sem tudta pótolni a Románia hadbalépése előtti import mennyiségét. A Monarchia frontkatonáinak liszt-fejadagja 1918 nyarára már 300 grammra csökkent, a tartalékba vont katonáknak 200 grammal (illetve ennyi lisztből készült kenyérrel) kellett beérniük.
Krobatin báró – hivatali megbízatásai mellett – a 108. tábori tüzérezred (FAR 108) tulajdonosa, azaz tiszteletbeli parancsnoka is volt. Emellett megkapta a Bécsi Műszaki Egyetem díszdoktori címét. A Birodalmi Tanács (Reichsrat) felsőháza, az Urak Házának (Herrenhaus) örökös tagjává választották. Megkapta a Szent István-rend nagykeresztjét, az elsőosztályú Katonai Érdemkeresztet, a Lipót-rend nagykeresztjét és a Vaskorona-rend második osztályú lovagkeresztjét. Tiszteletbeli elnöke volt a Károly Császár Jóléti Alapnak, és tagja a bécsi Viribus Unitis lovaglóegyletnek.

### Lemondása után
A Hadügyminisztériumból való távozása után Krobatin vezérezredes áprilisban átvette a tiroli 10. hadsereg parancsnokságát, amely a Conrad hadseregcsoport keretében működött. Elődjét, Karl Scotti gyalogsági tábornokot a XV. hadtest parancsnokává vetették vissza.
1917. október végén, a caporettói áttörés során a 10. hadsereg, Tirolból és Karintiából kiindulva, az alpesi hágókon áttörve a Paluzza–Paularo–Chiusaforte vonalig jutott. Október 31-én elérték a Tagliamento felső folyását Tolmezzónál, megteremtve az összeköttetést a 14. hadsereggel (Krauss gyalogsági tábornok I. hadtestével). Krobatin csapatai november 8-án a Piave menti Pieve di Cadore várost, 9-én Longarone helységet foglalták el. Bekerítettek és megadásra kényszerítettek két olasz hadosztályt, katonáit fogságba ejtették. A siker nyomán 1917. november 5-én Krobatin vezérezredest tábornaggyá nevezték ki.
1918-ban már nem jutott látványos szerephez. Júniusban a piavei csatavesztésben a 10. hadsereg csak alárendelt szerepet kapott. Az október 24-én megindult olasz offenzíva harmadnapján, október 26-án kinevezték a tiroli hadseregcsoport parancsnokává. Október végére azonban az olaszok a Vittorio Venetó-i csatában felmorzsolták a Krobatin parancsnoksága alatt álló 10. és 11. hadsereget. November 7-én parancsnoki beosztása megszűnt.
A világháború után nyugállományba helyezték. Alexander von Krobatin tábornagy, Polnisch Maralek bárója Bécsben hunyt el 1933. december 27-én, 84 éves korában.